# 喹唑啉酮
喹唑啉酮（Quinazolinone）是喹唑啉的一类衍生物，通常指4-喹唑啉酮，是多种生物碱和药物的骨架结构。

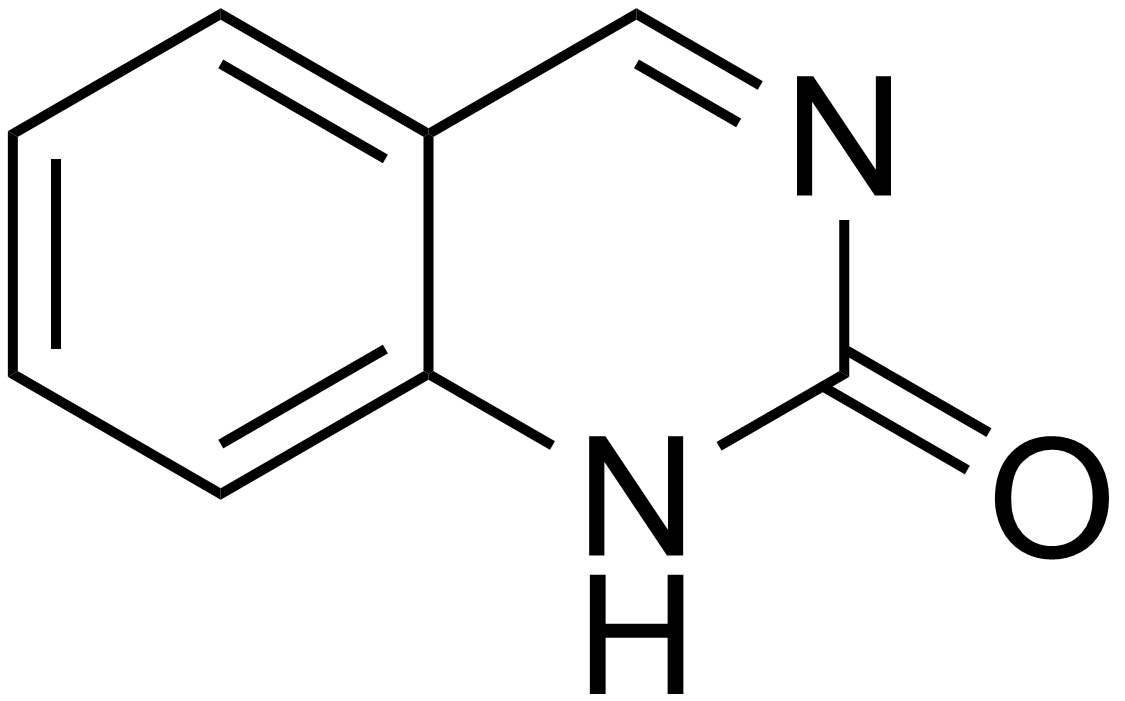
2-喹唑啉酮
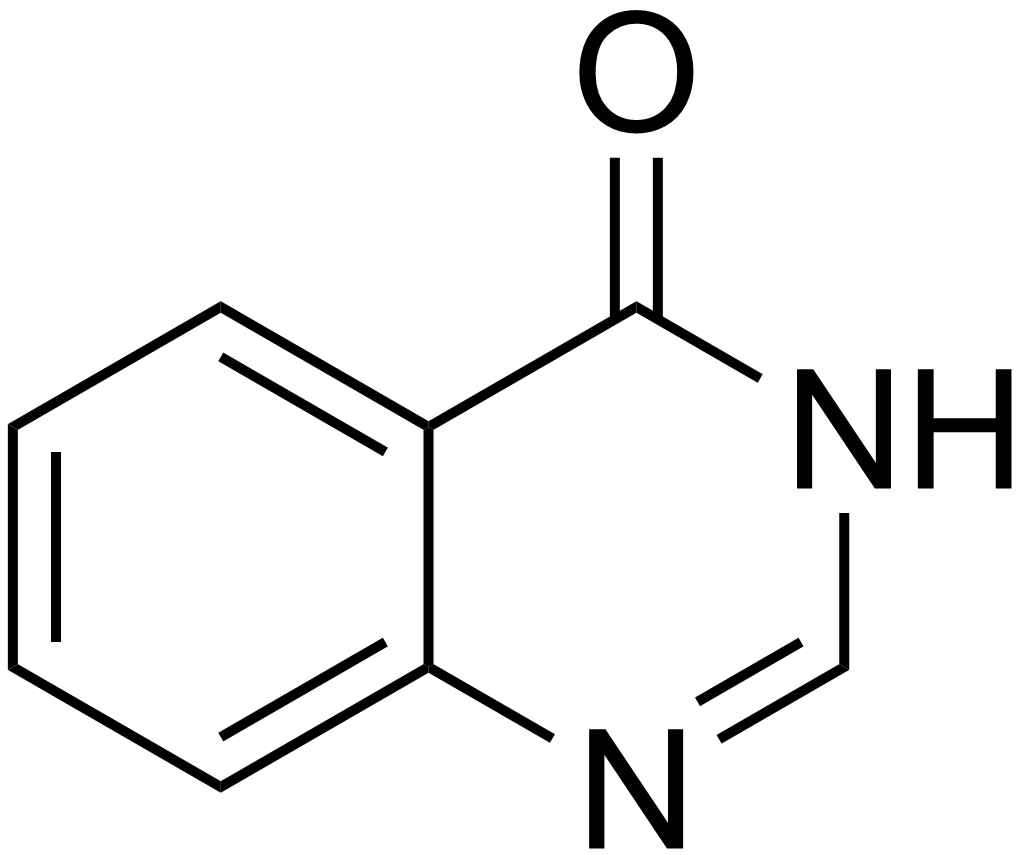
4-喹唑啉酮

## 衍生物
喹唑啉酮类催眠/镇静药物有4-喹唑啉酮的核心结构，其应用已扩展到癌症治疗。

安眠酮
氟喹酮
地普喹酮
氯喹酮

含喹唑啉酮结构的生物碱例如吴茱萸碱，常山碱等。